# Langenholte
Langenholte is een buurtschap in de Overijsselse gemeente Zwolle.
De buurtschap ligt op een zandrug die in het Weichselien is gevormd door opgewaaid zand, zogenaamd dekzand. Er wordt voor het eerst melding gemaakt van Den Hoff toe Langenholt in 1401. Van oorsprong is Langenholte een marke. Deze was gelegen tussen de marken Dieze en Berkum en wordt aan de andere zijden begrensd door de rivieren de Vecht en het Zwarte Water.
Aan deze grenzen mondt de Overijsselse Vecht uit in het Zwarte Water. De buitendijkse graslanden van deze rivieren maken hier deel uit van het natuurreservaat Buitenlanden/Langenholte. Het gebied is vanwege zijn grote kwetsbaarheid niet toegankelijk. Landschap Overijssel stemt het beheer vooral af op de bescherming van de zeldzame kievitsbloem. Ook is het een belangrijk weidevogelgebied waar onder andere de zeldzame kemphaan voorkomt.
In de buurtschap stond de havezate Westerveld.

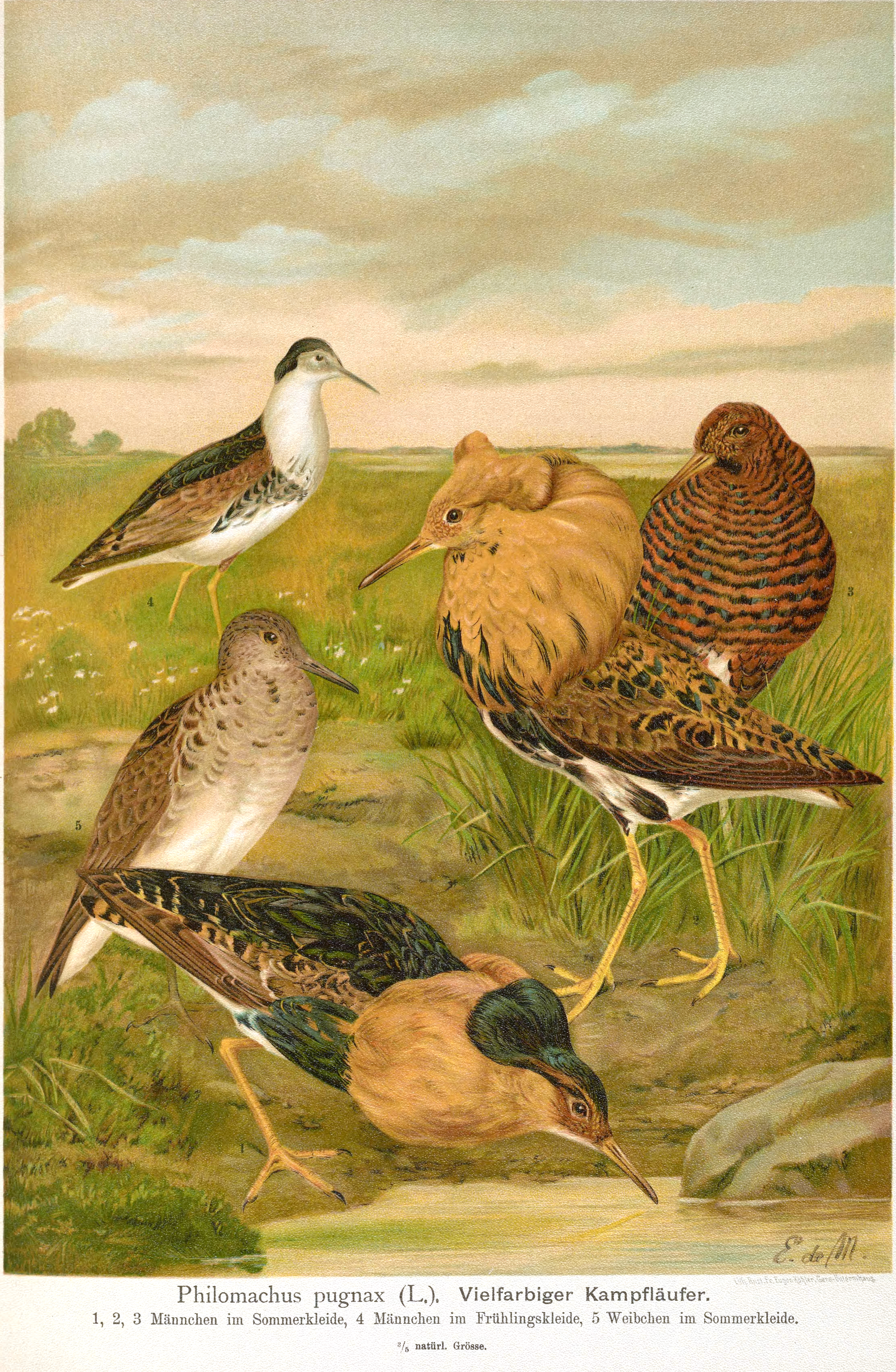
Kemphaan
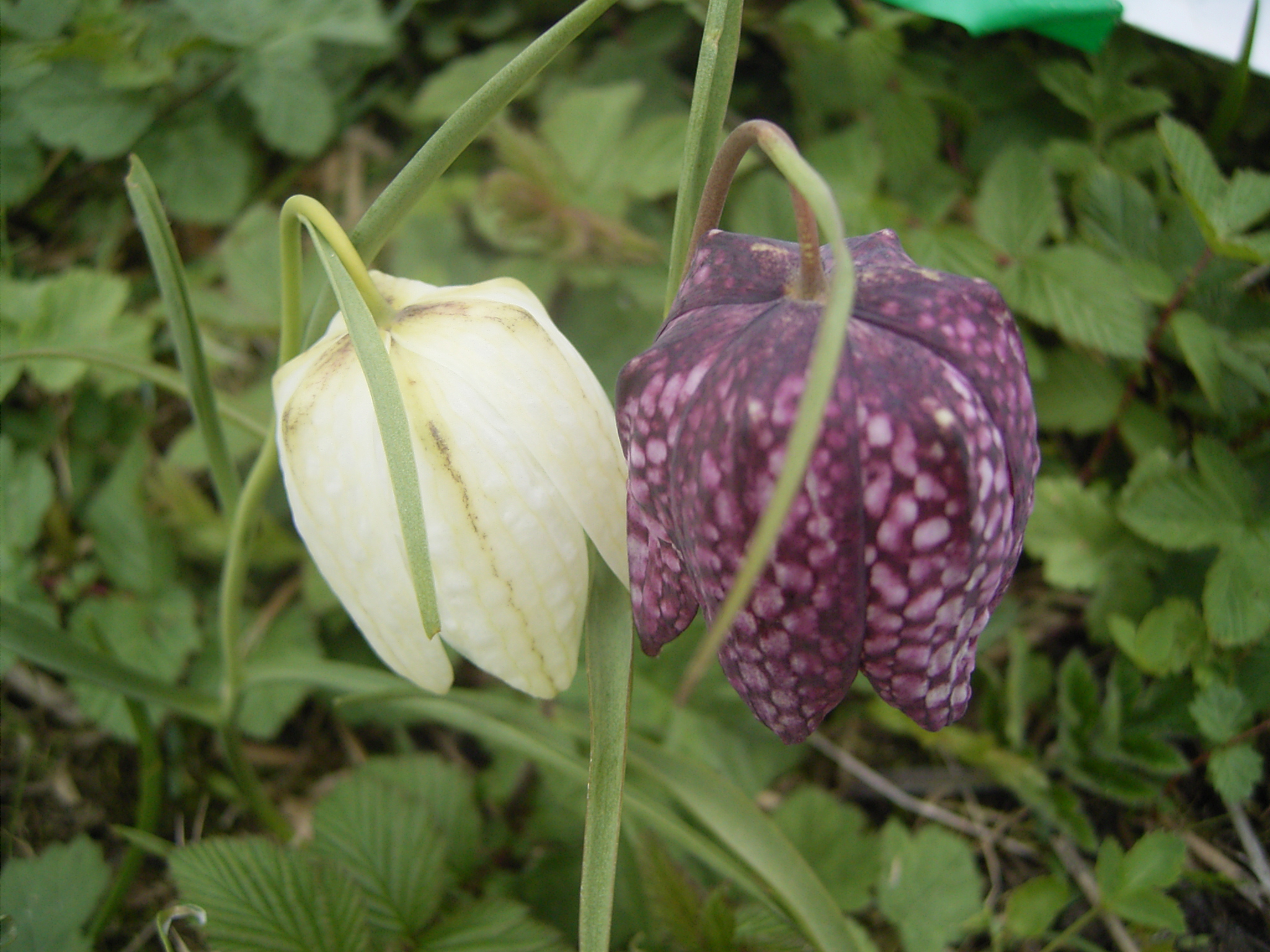
Kievitsbloem

Stad: Zwolle  
Dorp: Windesheim

Buurtschappen: Berkum · Brinkhoek · Bruggenhoek · Frankhuis · Haerst · Harculo · Herfte · Hoog Zuthem · Katerveer · Langenholte · De Lichtmis (deels) · Oldeneel · Schelle · Spoolde · Veldhoek · Westenholte · Wijthmen · Zalné

Voormalige gemeenten: Zwollerkerspel · Nieuwleusen (deels)

Overijssel · Steden en dorpen in Overijssel      Nederland · Provincies · Gemeenten
Wijken: Aa-landen · Assendorp · Berkum · Binnenstad · Diezerpoort · Hanzeland · Holtenbroek · Ittersum · Kamperpoort-Veerallee · Marsweteringlanden · Poort van Zwolle · Schelle · Soestweteringlanden · Stadshagen · Vechtlanden · Westenholte · Wipstrik

Buurten: Aalanden-Midden · -Noord · -Oost · -Zuid · Bagijneweide · Berkum · Binnenstad-Noord · -Zuid · Bollebieste · Breecamp · Breezicht · Brinkhoek · De Tippe · Dieze-Centrum · Frankhuis · Gerenbroek · Gerenlanden · Geren · Haerst · Hanzeland · Harculo en Hoog-Zuthem · Herfte · Het Noorden · Hogenkamp · Holtenbroek I · II · III · IV · Indische Buurt · Ittersumerbroek · Ittersumerlanden · Kamperpoort  · Katerveer-Engelse Werk · Langenholte · Mastenbroek · Meppelerstraatweg-Zuid · Milligen · Nieuw-Assendorp · Noordereiland · Oldenelerbroek · Oldenelerlanden-Oost · -West · Oud-Assendorp · Oud-Westenholte · Oud Ittersum · Oud Schelle · Pierik · Schelle-Zuid en Oldeneel · Schellerbroek · Schellerhoek · Schellerlanden · Schildersbuurt · Schoonhorst · Spoolde · Stadsbroek · Stationsbuurt · Tolhuislanden · Veerallee · Veldhoek · Vreugderijk · Werkeren · Westenholte-Stins · Wezenlanden · Wijthmen · Windesheim · Wipstrik-Noord · -Zuid · Zwolle-Zuid

Bedrijventerreinen: Floresstraat · Hanzeland · Hessenpoort · Marslanden (-Noord · -Zuid) · Oosterenk · Voorst (Voorst-A · Voorst-B · Voorst-C) · Voorsterpoort · De Vrolijkheid